# ألان كونور
ألان كونور (بالإنجليزية: Alan Connor)‏ هو صحفي بريطاني، ولد في 1974.

## روابط خارجية
- ألان كونور على موقع IMDb (الإنجليزية)